# Fusarium oxysporum

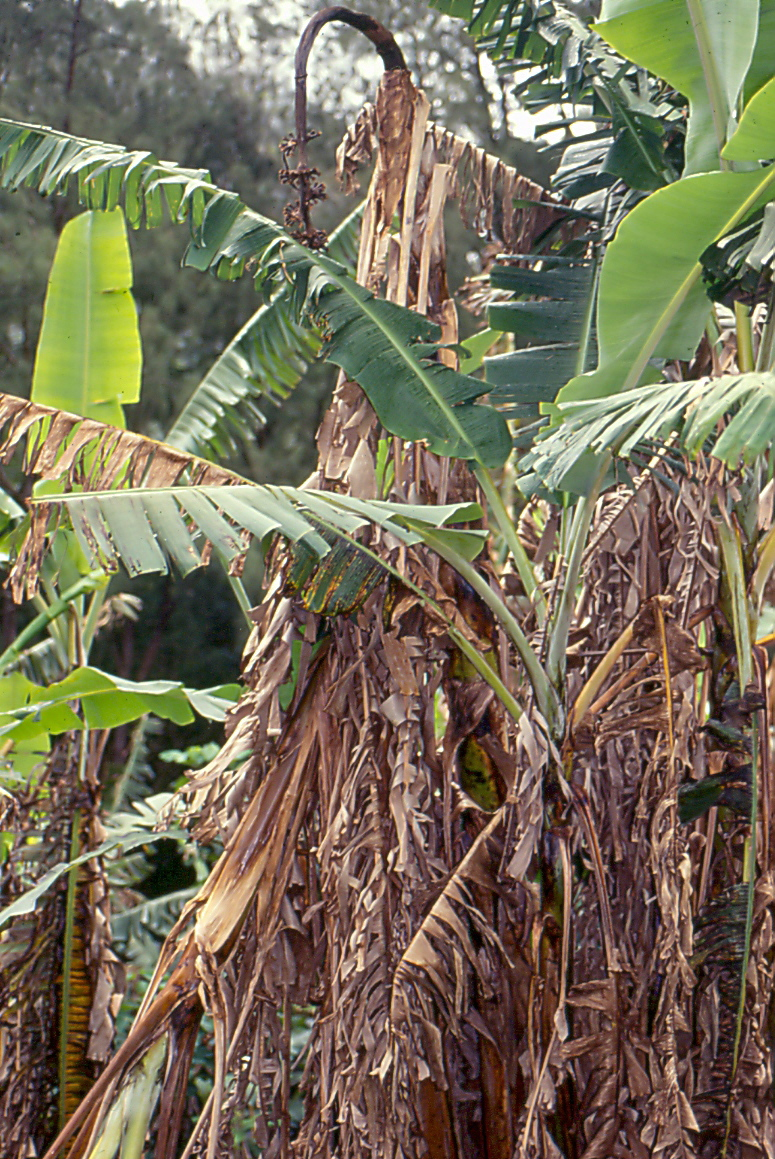
Панамська хвороба бананів, що викликана Fusarium oxysporum

Fusarium oxysporum — вид філаментарних аскомікотових грибів (Ascomycota) родини нектрієві (Nectriaceae).

## Поширення
Поширений у всіх кліматичних зонах. Ці різноманітні і легко адаптовані гриби були виявлені в ґрунтах, починаючи від пустелі Сонора, тропічних і помірних лісів, лугів до ґрунтів тундри. Штами F. oxysporum всюдисущі жителі ґрунту, які мають можливість існувати у вигляді сапрофітів.

## Опис
Спорангій короткий, слабо розвинений і розгалужений або нерозгалужений, пурпурно-рожевого кольору. Макроконідії серпоподібні, містять від 2 до 6 клітин. Вони 13-45 мкм в довжину і 3-4 мкм в ширину.

## Патогенність
Патогенні штами F. oxysporum були вивчені протягом більш ніж 100 років. Коло господарів цих грибів надзвичайно широкий, і включає в себе тварин, починаючи від членистоногих до людини, а також рослин, в тому числі голонасінних і покритонасінних. У той час як в сукупності фітопатогенні штами F. oxysporum мають широке коло господарів, зазвичай кожен штам є причиною захворювання тільки на вузькому діапазоні видів рослин.
Вид є патогенним грибком, що викликає судинне (трахеомікозне) в'янення рослин. Рослинами-господарями грибка є різні сільськогосподарські культури, зокрема, горох, ріпак, помідор, пшениця, бавовник тощо. Форма Fusarium oxysporum f.sp. cubense є збудником панамської хвороби бананів.
Збудники довго зберігаються в ґрунті і на рослинних рештках, потрапляють в рослини через кореневу систему і нижню частину стебла. Джерелом інфекції можуть бути також заражене насіння і розсада. Швидкому розвитку хвороби сприяють несприятливі фактори (різкі коливання температури і вологості повітря і ґрунту, нестача елементів живлення у ґрунті та ін.), що ослабляють рослину, пошкодження комахами тощо.

### Фузаріоз
При фузаріозному в'яненні пошкодження і загибель рослин відбуваються через різке порушення життєвих функцій внаслідок закупорювання судин міцелієм гриба і виділення ним токсичних речовин (фузарієва кислота, лікомаразмін і ін.). Фузаріоз починається з кореневої системи. Гриб, потрапивши в ґрунт, через тонкі корінці потрапляє в рослину, потім переходить в більше коріння і викликає їхнє гниття. Через коріння по провідних судинах піднімається в стебло і листя рослини. Заражене нижнє листя в'яне, а інші стають водянистими по краях. Можливо, що деякі їхні ділянки поміняють колір на світло-жовтий або блідо-зелений. Листя повисає уздовж стебла тому, що судини черешків і листя слабшають. Якщо температура нижче +16, то це загрожує рослині швидкою загибеллю. Гриб, який потрапив в рослину, виділяє токсини, які викликають гниття коренів, розкладання тканин, побуріння і висихання листя і гілок. При підвищеній вологості повітря на листках утворюється білий наліт.

### Біологічна зброя
У США була розроблена програма, згідно з якою гриб Fusarium oxysporum (як зелений агент) повинен був застосований для боротьби із плантаціями коки у Південній Америці. Але через серйозні наслідки, програма була скасована адміністрацією Білла Клінтона, адже одностороннє застосування біологічного агента, сприймається як біологічна зброя. Держави Латинської Америки заборонили його використання. Також невибіркове застосування біологічних агентів може бути потенційно незаконним відповідно до Конвенції про заборону біологічної зброї.

## Formae speciales(спеціальні форми)
- Fusarium oxysporum f.sp. albedinis
- Fusarium oxysporum f.sp. asparagi
- Fusarium oxysporum f.sp. batatas
- Fusarium oxysporum f.sp. betae
- Fusarium oxysporum f.sp. cannabis
- Fusarium oxysporum f.sp. cepae
- Fusarium oxysporum f.sp. ciceris
- Fusarium oxysporum f.sp. citri
- Fusarium oxysporum f.sp. coffea
- Fusarium oxysporum f.sp. cubense
- Fusarium oxysporum f.sp. cyclaminis
- Fusarium oxysporum f.sp. herbemontis
- Fusarium oxysporum f.sp. dianthi
- Fusarium oxysporum f.sp. gladioli
- Fusarium oxysporum f.sp. lactucae
- Fusarium oxysporum f.sp. lentis
- Fusarium oxysporum f.sp. lini
- Fusarium oxysporum f.sp. lycopersici
- Fusarium oxysporum f.sp. medicaginis
- Fusarium oxysporum f.sp. melonis
- Fusarium oxysporum f.sp. narcissi
- Fusarium oxysporum f.sp. nicotianae
- Fusarium oxysporum f.sp. niveum
- Fusarium oxysporum f.sp. palmarum
- Fusarium oxysporum f.sp. passiflorae
- Fusarium oxysporum f.sp. phaseoli
- Fusarium oxysporum f.sp. pisi
- Fusarium oxysporum f.sp. radicis-lycopersici
- Fusarium oxysporum f.sp. ricini
- Fusarium oxysporum f.sp. strigae
- Fusarium oxysporum f.sp. tuberosi
- Fusarium oxysporum f.sp. tulipae
- Fusarium oxysporum f.sp. vasinfectum